# Gallirex
Gallirex was een geslacht van vogels uit de familie toerako's (Musophagidae). Uit nader verwantschaponderzoek bleek dat deze soorten kunnen worden opgevat als soorten van het geslacht Crinifer.

## Soorten
Het geslacht kent de volgende soorten:
- Gallirex johnstoni  – Rwenzoritoerako
- Gallirex porphyreolophus  – Purperkuiftoerako